# Vauquelin (contre-torpilleur)
Le Vauquelin est un contre-torpilleur français qui a donné son nom à une classe du même nom de six contre-torpilleurs. Il s'est sabordé à Toulon lors du sabordage de la flotte française le 27 novembre 1942. Il a été baptisé en hommage à Jean Vauquelin, officier de marine français du XVIIIe siècle né à Dieppe.

## Construction

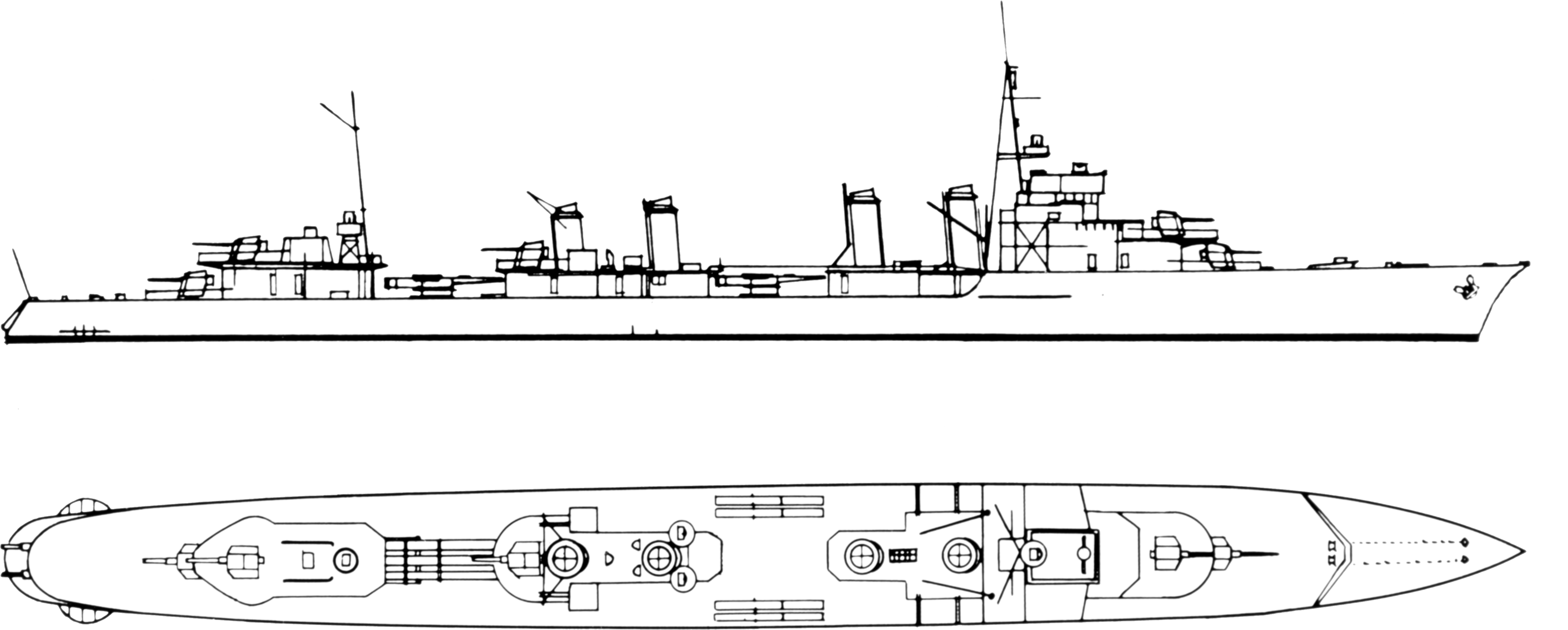
Plan du Vauquelin

Le Vauquelin est mis sur cale aux chantiers de France de Dunkerque en 1930. Lancé le 29 septembre 1932, il entre en service dans la marine française en juillet 1933.

## LeVauquelinen chiffres
Le Vauquelin, comme tous les autres bâtiments de sa classe, avait un appareil propulsif actionné par quatre turbines à engrenages Rateau-Bretagne ou Parsons et quatre chaudières à mazout. Celles-ci actionnaient 2 hélices qui donnaient au Vauquelin une puissance propulsive de 64 000 chevaux. 650 tonnes de mazout alimentaient ses chaudières Loire, Yarrow et Penhoët.
D'une longueur de 129 mètres, d'une largeur de 11,94 mètres, ainsi que d'un tirant d'eau de 5,50 mètres et d'une vitesse de 36 nœuds (le Kersaint et le Vauquelin ayant même atteint les 40 nœuds lors des essais), le Vauquelin était un excellent navire, équilibré et rapide, qui surpassait ses homologues italiens ou allemands.

## Carrière

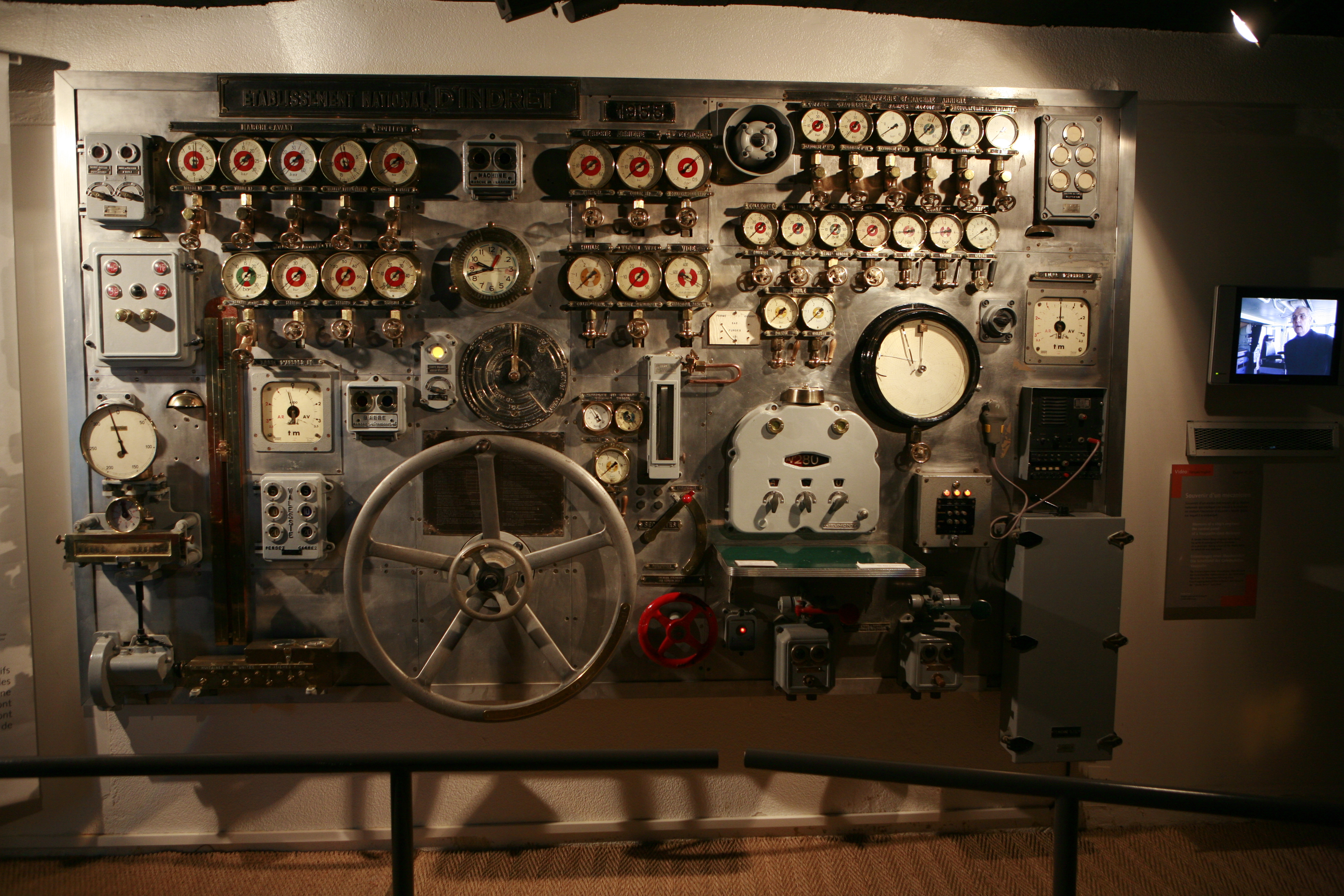
La barre et l'ensemble des instruments pour gouverner le Vauquelin. Musée national de la Marine de Brest.

Intégré en 1934 à la 6e division légère de la 2e puis de la 1re escadre, le Vauquelin, après de fréquents exercices au sein de flottilles de contre-torpilleurs, est envoyé en juillet 1936 en Espagne où vient d'éclater la guerre civile. En décembre 1937, à Barcelone, il dégage le voilier Yolande arraisonné par des navires nationalistes et l'escorte jusqu'à Port-Vendres. Au déclenchement de la Seconde Guerre mondiale, le Vauquelin est à Oran. Il est détaché pour l'escorte d'un convoi vers la France. Il rejoint ensuite la Force X à Dakar avant de rallier Brest en compagnie du sous-marin Centaure. En décembre 1939, il est abordé par le paquebot Marrakech et revient à Brest pour y être réparé. En avril 1940, il gagne Toulon pour un carénage de trois mois, mais à la suite de l'armistice signé par la France, il sort de l'arsenal, bien qu'une de ses turbines soit encore en réparation.
Rallié au gouvernement de Vichy, le Vauquelin est envoyé à Beyrouth en juin 1941, transporte des munitions pour la division du Levant, qu'il intègre à son arrivée. Le 22 juin, alors que le Vauquelin est mouillé dans la baie de Saint-André, il est attaqué par des bombardiers britanniques qui avarient gravement ses soutes à mazout et son poste de télémétrie, tuant cinq marins et faisant douze blessés. Rapidement réparé, il gagne avec la division du Levant Salonique, y débarquant 150 hommes avec du matériel. Le retour au Levant s'avérant trop périlleux, le Vauquelin reste à Salonique et y subit des améliorations techniques. En juillet 1941, il rejoint Toulon après l'armistice de Saint-Jean-d'Acre mettant fin à la guerre du Levant. Après des réparations, il est abordé par le Kersaint lors d'un exercice et retourne en carénage. Il est ensuite envoyé à Alger, et de là, gagne Oran pour escorter le croiseur de bataille Dunkerque endommagé à Mers el-Kébir, en compagnie de la 5e DCT. La petite force navale parvient à Toulon le 20 février après une navigation sans encombre.

## Le sabordage de Toulon

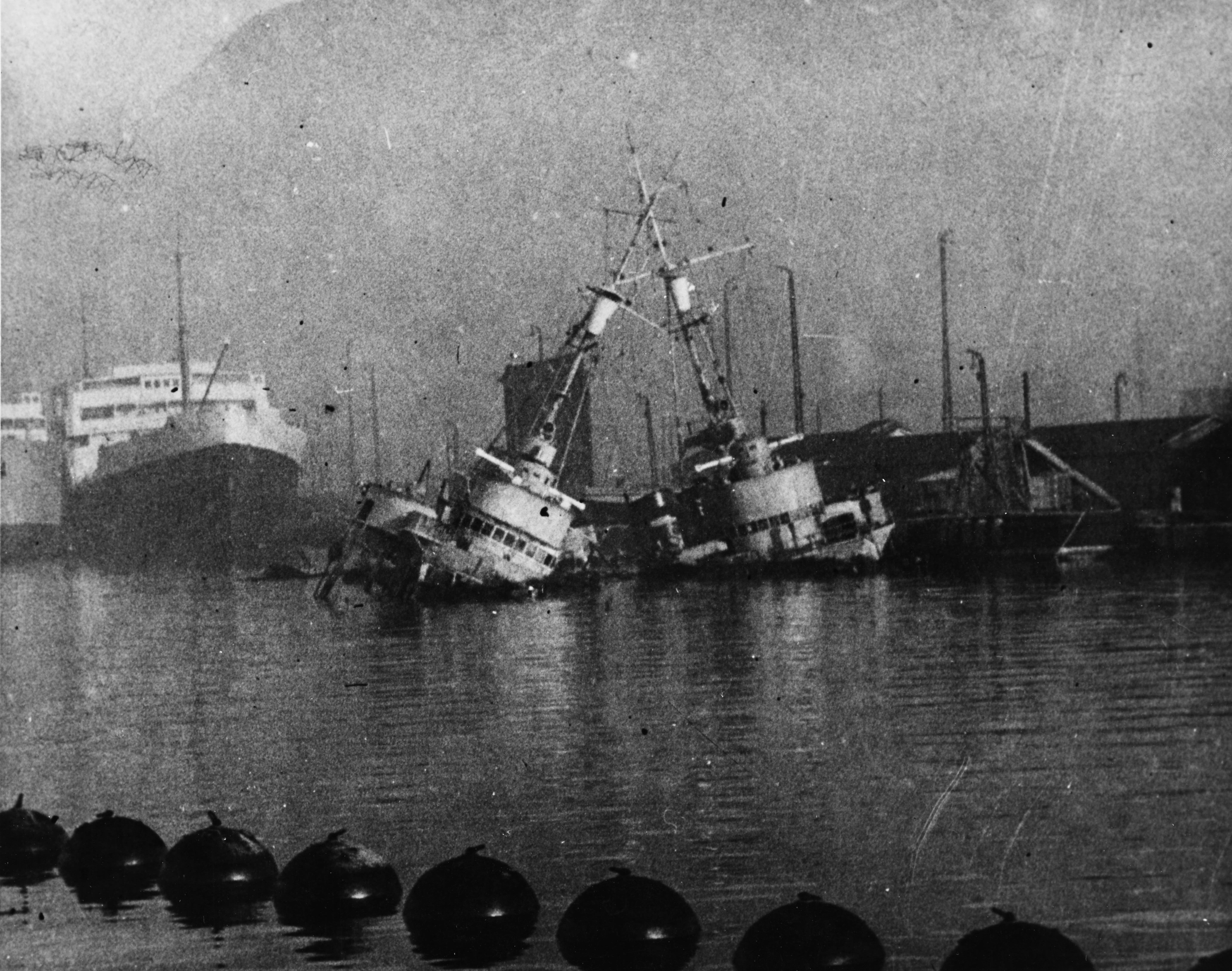
Le Vauquelin (à droite) et le Kersaint sabordés dans le port de Toulon le 27 novembre 1942.

Aucun incident notable ne survient jusqu'en novembre 1942, date à laquelle les Alliés débarquent au Maroc et en Algérie. De plus, en France, la Wehrmacht envahit la zone libre dirigé par le gouvernement de Vichy, et progresse sur Toulon pour s'emparer de la flotte française : c'est l'opération Anton. Toulon est mis en état d'alerte. Lorsque les Allemands envahissent les quais, l'équipage du Vauquelin fait sauter le navire. Une heure plus tard, les Allemands investissent le quai Verdun où étaient amarrés à couple le Vauquelin et le Kersaint, lui aussi sabordé.
Les Italiens essayeront en vain de renflouer le Vauquelin, les travaux étant interrompus par l'armistice italien en 1943. Les Allemands récupèrent l'épave mais n'arriveront pas non plus à la renflouer. Finalement, elle est laissée sur place jusqu'en 1950, date à laquelle elle est démolie.